# Meczet Abu Hanify
Meczet Abu Hanify (arab. ‏مسجد أبو حنيفة‎) – meczet z miejscem pochówku Abu Hanify; uczonego sunnickiego, eponimicznego twórcy hanafickiej szkoły prawa, w Bagdadzie w Iraku. Sanktuarium wyrosło bezpośrednio w miejscu pochówku teologa. Meczet jest celem sunnickich pielgrzymek.
Początki meczetu sięgają XI wieku, kiedy to sułtan Wielkich Seldżuków, Alp Arslan bin Chaghri, rozkazał zbudować budowlę razem z biblioteką w miejscu pochówku Abu Hanify. Następnie meczet ulegał stopniowej przebudowie, włącznie z okresem zniszczenia podczas wojen persko-tureckich, aby ostatecznie uzyskać teraźniejszy kształt architektoniczny w 1948 roku. 
W dniu 10 kwietnia 2003 roku, podczas bitwy o Bagdad, rozegrała się czterogodzinna walka pomiędzy wojskami amerykańskimi a siłami irackimi, które zostały rozmieszczone wewnątrz meczetu. W wyniku starć części kopuły, wieża zegarowa oraz korytarze zostały zniszczone. Sunnici w ciągu roku zdołali odbudować zniszczone części meczetu. 

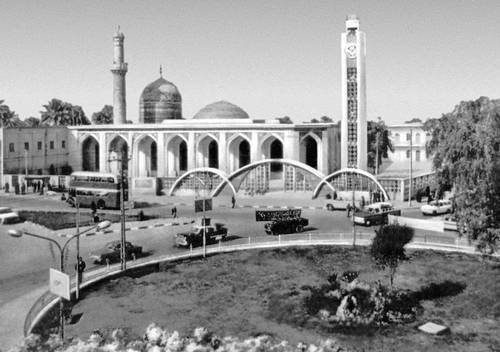
Meczet w 1960 roku
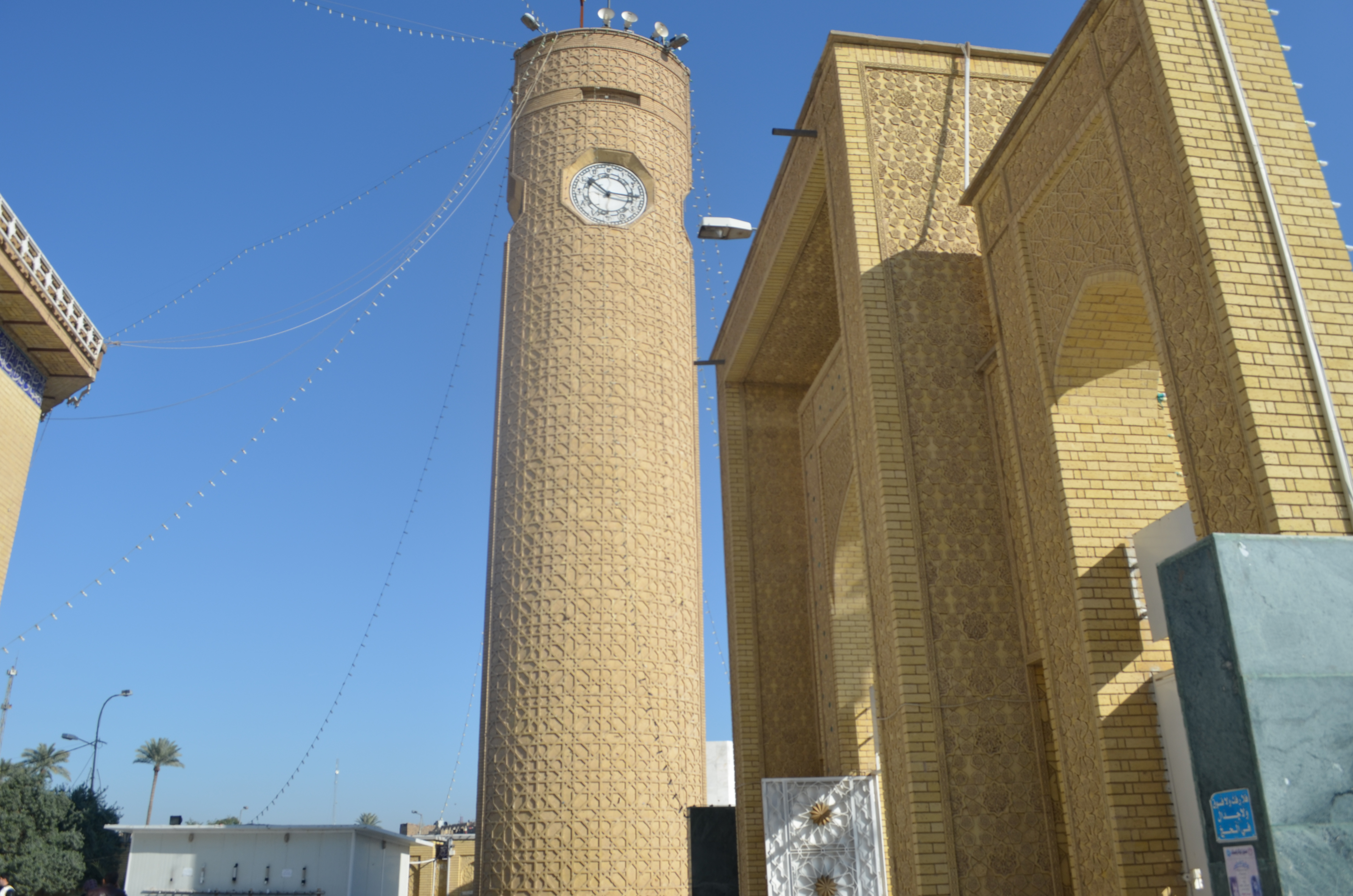
Wieża z zegarem